# Zweite Regierung Rockingham

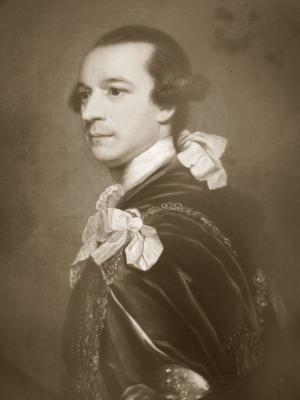
Charles Watson-Wentworth, 2. Marquess of Rockingham

Die Zweite Regierung Rockingham war von März bis Juli 1782 die Regierung des Königreichs Großbritannien. Sie wurde am 27. März 1782 von Charles Watson-Wentworth, 2. Marquess of Rockingham gebildet und löste die Regierung North ab. Sie blieb zum Tode des Marquess of Rockingham am 1. Juli 1782 lediglich 96 Tage im Amt, woraufhin die Regierung Shelburne gebildet wurde. In der Regierung wurden erstmals formell die Ämter des Innenministers und des Außenministers besetzt.
Bei den  zum House of Commons zwischen dem 6. September und dem 18. Oktober 1780 kamen die konservativen Tories des Premierministers Frederick North, Lord North auf 260 Mandate und die liberalen Whigs unter Henry Seymour Conway knapp dahinter auf 254 der 558 Sitze, während andere Kandidaten mit 44 Abgeordneten im Unterhaus vertreten waren.

## Kabinettsmitglieder
Dem Kabinett gehörten folgende Mitglieder an:
| Amt                                  | Amtsinhaber                                         | Beginn der Amtszeit | Ende der Amtszeit |
| ------------------------------------ | --------------------------------------------------- | ------------------- | ----------------- |
| Erster Lord des Schatzamtes          | Charles Watson-Wentworth, 2. Marquess of Rockingham | 27. März 1782       | 1. Juli 1782 (†)  |
| Lordkanzler                          | Edward Thurlow, 1. Baron Thurlow                    | 27. März 1782       | 1. Juli 1782      |
| Lordpräsident des Rates              | Charles Pratt, 1. Baron Camden                      | 27. März 1782       | 1. Juli 1782      |
| Lordsiegelbewahrer                   | Augustus FitzRoy, 3. Duke of Grafton                | 27. März 1782       | 1. Juli 1782      |
| Innenminister                        | William Petty, 2. Earl of Shelburne                 | 27. März 1782       | 1. Juli 1782      |
| Außenminister                        | Charles James Fox                                   | 27. März 1782       | 1. Juli 1782      |
| Erster Lord der Admiralität          | Augustus Keppel, 1. Viscount Keppel                 | 27. März 1782       | 1. Juli 1782      |
| Oberkommandierender der Streitkräfte | Henry Seymour Conway                                | 27. März 1782       | 1. Juli 1782      |
| Generalfeldzeugmeister               | Charles Lennox, 3. Duke of Richmond                 | 27. März 1782       | 1. Juli 1782      |
| Schatzkanzler                        | Lord John Cavendish                                 | 27. März 1782       | 1. Juli 1782      |
| Kanzler des Herzogtums Lancaster     | John Dunning, 1. Baron Ashburton                    | 27. März 1782       | 1. Juli 1782      |